# أولاد علي (أدرار)
أولاد علي هو أحد قصور بلدية أدرار بدائرة أدرار التابعة لولاية أدرار بالجنوب الغربي الجزائري.

## أصل التسمية
أولاد علي: نسبة إلى الشيخ علي.

## التاريخ
قام أولاد علي وهم شرفاء أدارسة ومنهم محمد بن الحسين عام 1621 م (1031/1030 هـ) بعد قدومهم إلى توات بتأسيس أولاد علي، أرقر وأولاد بلنكوا وهم من أعراب الساحل يستقرون بأولاد علي سنة 1203 م (600/599 هـ).

## السكان
يسكن هذا القصر عرب و أشراف وكلهم ينتهجون الطريقة الكرزازية.

## الأعلام
1. سيدي أحمد الدرويش: وهو ولي صالح تقام له زيارة سنوية.[1]
2. الشيخ سيدي ماسن: وهو ولي صالح تقام له زيارة سنوية.[1]
3. سيدي مولاي إبراهيم: وهو ولي صالح له ضريح بأولاد علي وتقام له زيارة سنوية.[1]
4. سيدي مولاي محمد الشريف: وهو ولي صالح له ضريح بأولاد علي وتقام له زيارة سنوية.[1]